# Blandford, Australien
Blandford är en ort i Australien. Den ligger i kommunen Upper Hunter Shire och delstaten New South Wales, i den sydöstra delen av landet, omkring 230 kilometer norr om delstatshuvudstaden Sydney. Antalet invånare är 120.
Trakten runt Blandford är nära nog obefolkad, med mindre än två invånare per kvadratkilometer.. Närmaste större samhälle är Murrurundi, nära Blandford. 
I omgivningarna runt Blandford växer huvudsakligen savannskog. Genomsnittlig årsnederbörd är 907 millimeter. Den regnigaste månaden är februari, med i genomsnitt 171 mm nederbörd, och den torraste är oktober, med 20 mm nederbörd.